# Boutrouch
Boutrouch  (in arabo بوطروش‎?) è un centro abitato e comune rurale del Marocco situato nella provincia di Sidi Ifni, regione di Guelmim-Oued Noun. Conta una popolazione di 3 650 abitanti (censimento 2014).